# 東帝汶—印度尼西亞關係
東帝汶－印度尼西亞關係，是印度尼西亞與東帝汶的雙邊關係。印度尼西亞於1975年入侵這個前葡萄牙殖民地，並於1976年兼併它，將東帝汶作為其第二十七省進行佔領統治，直到1999年聯合國主持的公民投票為止，東帝汶人民選擇獨立。在聯合國臨時行政當局之後，東帝汶於2002年獲得獨立。印度尼西亞在首都帝力設有大使館。東帝汶在雅加達設有一個大使館，並在登巴薩和古邦設有領事館。

## 歷史背景
葡萄牙在18世紀中期控制了葡屬帝汶，並將該島東半部（西帝汶在二戰之前是荷蘭佔有）維持為殖民地至1974年葡萄牙左派發動康乃馨革命為止。葡萄牙宣布打算賦予其前殖民地獨立。印度尼西亞是當時東南亞牢固的反蘇陣營，對那些看起來要贏得這次選舉的左翼黨派感到震驚。印度尼西亞於1975年入侵該領土，次年吞併東帝汶。隨後的24年對東帝汶的佔領給印度尼西亞的外交關係及其國際聲譽造成了嚴重損害。
Falintil是左派東帝汶政黨東帝汶獨立革命陣線成為抵制印度尼西亞吞併的主要來源，但軍事抵抗最終幾乎被消除。詩人和半職業足球守門員何塞·亞歷山大·古斯芒領導了20年起義和對占領的外交壓力。後來成為東帝汶獨立後的第一任總統。

## 東帝汶獨立
1998年蘇哈托被迫辭職後，其副總統兼繼任人哈比比就東帝汶獨立問題突然舉行了一次公投。在全民投票中，78％的東帝汶人選擇獨立，哈比比因為被指背叛國家利益而遭到整個印度尼西亞政界的攻擊，並且失去了在1999年10月印尼選舉中保留總統職位的機會。他被東帝汶獨立的堅定反對派阿卜杜拉赫曼·瓦希德所取代。
部分印尼軍隊強烈反對東帝汶獨立，並且在1998年和1999年的大部分時間內安排親印度尼西亞武裝游擊隊襲擊獨立團體。在聯合國特使Jamsheed Marker宣佈公投結果幾小時內，印度尼西亞軍方在該領土制定了焦土計劃，摧毀了該領土固定基礎設施的一半以上，造成大約1,500名東帝汶人死亡，在接下來的幾週內有30萬人流離失所 ，直到1999年9月20日澳大利亞領導的聯合國維和部隊抵達該國。
聯合國過渡行政當局（東帝汶過渡當局）在1999年10月成立至東帝汶領土於2002年5月20日正式獨立之前在東帝汶境內提供了臨時民政管理和維和特派團。

## 2002年後
儘管過去很痛苦，但與印度尼西亞的關係在2002年之後普遍呈現積極態勢，印度尼西亞迄今為東帝汶最大的貿易夥伴（約佔進口的50％，2005年），其份額穩步增加。
需要解決的問題包括：東帝汶-印度尼西亞邊界委員會會議，以調查和劃定陸地邊界;印度尼西亞正在尋求解決在印度尼西亞的東帝汶難民問題。印度尼西亞是東帝汶最大的進口夥伴，2014年前者出口價值2.26億美元（佔進口總額的36％），而後者僅向相反方向出口240,000美元。印度尼西亞是東帝汶加入東盟的支持者，尤其是在蘇西洛擔任主席期間。